# Fallrep
Fallrep är två parallellt monterade rep som används till stöd av den som ska embarkera eller debarkera ett fartyg, alternativt förflytta sig mellan två däck ombord. Öppningen i en fartygssida, där landgången normalt placeras, benämns därav fallrepsställe.
Fallrepen är ofta klädda och avslutas i regel med en rund så kallad fallrepsknop.

## Fallrepstrappa
Istället för landgång används ibland en fallrepstrappa. Den tillverkas ofta i stål eller lättmetall och utgörs av en trappa med stöttor som kan fällas ut från däck och fästas utmed fartygets skrovsida. Mellan stöttorna löper fallrepen. På större fartyg har fallrepstrappan ofta plattformar, så kallade fallrepsplan, där trappan börjar och slutar.
Bonnett är en mindre trappa eller lejdare som utgör nedersta delen av fallrepet för att underlätta uppstigande på nedre fallrepsplanet och att vid sjögång hindra en tilläggande båt att pressas under fallrepstrappan.

## Fallrepshonnör
Ombord örlogsfartyg ges en särskild hedersbevisning, fallrepshonnör, till gästande officerare och vissa högre civila befattningshavare när de embarkerar och debarkerar. 
Stor fallrepshonnör innebär att två poster, fallrepspojkar, kallas fram till fallrepsplatsen med ordern "fallrep styrbord" och intar givakt på order av vakthavande officer. När den honnörsberättigade personen passerar landgången eller fallrepstrappan beordras med skepparpipa först "blås över" med en utdragen signal och därefter "blås in", varunder fallrepsppojkarna hälsar. När gästerna förflyttat sig in i fartyget, följer ordern "fortsätt", vilket innebär att lystringsgraden manöver intas och fallrepspojkarna lämnar fallrepsstället. Deras förflyttning sker med språng.
Liten fallrepshonnör genomförs på motsvarande sätt men utan fallrepspojkar.
I de flesta länder anses generellt officerare berättigade till fallrepshonnör. Stor fallrepshonnör är i regel förbehållet flaggmän samt andra civila och militära befattningshavare på motsvarande nivå. Kungliga personer erhåller fallrepshonnör med subalternofficerare som fallrepspojkar.
Den historiska bakgrunden till denna ceremoni är att segelfartygen i äldre tider använde en båtmansstol för att till sjöss hissa embarkerande officerare från en båt vid fartygets sida upp till däck. Stolen firades ned från ett rå och när officeren hade satt sig, beordrades "blås över" , varvid han hissades upp till däcksnivå. På ordern "blås in" halades den embarkerade officeren in över fartyget så att han kunde kliva ur båtmansstolen. Alla order gavs på den tiden med skepparpipa.

## Att vara på fallrepet
Uttrycket "att vara på fallrepet" betyder att en fysisk person, företag eller möjligen en hel stat är i ett ekonomiskt utsatt läge; eventuellt nära konkurs. När konkursen väl inträffat är man inte längre "på fallrepet". Begreppet bör sålunda förbehållas den situation som föregår den ekonomiska kraschen; då problemen är kända men inte nått sin slutpunkt.